# Бурда, Борис Оскарович
Бори́с Оскарович Бурда́ (род. 25 марта 1950, Одесса) — украинский журналист, телеведущий, эрудит, повар, писатель, бард. Лауреат многих фестивалей авторской песни. Участник интеллектуальных игр — «Что? Где? Когда?», «Своей игры» и Брэйн ринга. Играл в КВН. Был ведущим кулинарного шоу «Вкусно с Борисом Бурдой», автор кулинарных книг.

## Биография
Родился в Одессе 25 марта 1950 года. Семья происходила из Бурдовки и Кодымы; один дед — Нута Либерович Бурда (1907—1941), уроженец Кодымы — после Гражданской войны поселился в Одессе, позже погиб на фронте; другой дед был бухгалтером. В детстве жил в военном городке под Баку. Отец был военным, мать — врачом-педиатром. В 4 года Борис научился читать. Воспитанием Бориса занималась бабушка по материнской линии, родившаяся в Петербурге.
Окончил с золотой медалью Одесскую школу № 116, его одноклассником был гроссмейстер Семён Палатник. Учился в Одесском политехническом институте на теплоэнергетическом факультете по специальности «Автоматизация тепло- и электроэнергетических процессов». В начале 1970 играл в одесской команде КВН. Окончил институт с красным дипломом и получил квалификацию «инженер-теплоэнергетик по автоматизации».
Первая его жена-поэтесса не умела готовить, поэтому он хорошо готовит сам.
Увлечение кулинарией стало профессиональным, на Украине с 1997 по 2006 год был ведущим популярного кулинарного шоу «Вкусно с Борисом Бурдой» на телеканале «Интер», которое было закрыто из-за отказа Бурды выпускать программу на украинском языке.
Также в России он вёл передачи «Мир в тарелке» (ТВЦ, 2000), «Страна советов» (НТВ, 2003—2004) и «Четыре реки» (360° Подмосковье, 2015), с 2009 по 2011 год снимался в ряде сюжетов познавательной программы «Хочу знать» на «Первом канале». Вёл кулинарную рубрику в журнале «Собеседник».
Является бардом, увлекается авторской песней. Играет на шестиструнной гитаре и фортепиано. Любит играть в бадминтон. По собственному признанию в телеигре «Погоня», в молодости был активным футбольным болельщиком, болел за «Черноморец» и даже покупал абонемент на матчи команды в Одессе. Лично наблюдал за тем, как клуб завоевал бронзовые медали Чемпионата СССР в 1974 году.
В 2019 году снял документальный фильм-гид об Одессе «Кто бы мог подумать?».

### Политические взгляды
Поддерживал в 1990-е годы становление независимой Украины. Позже занимал сдержанно-негативную позицию относительно оранжевой революции и политики третьего Президента Украины Виктора Ющенко, указывая на то, что экономическое положение страны значительно ухудшилось, коррупция выросла, а уровень жизни упал. Также высказывал мнение,   
что национализм, ставший, по мнению Бурды, основным стержнем украинской политики, был ранее осуждён на Нюрнбергском процессе. 
В интервью конца 2013 года подчёркивал, что само по себе украинское общество живёт крайне неэффективно, указывая на постоянные политические перипетии и невысокую эффективность украинской экономики. Критически высказывался и о тогдашнем руководстве Украины (во главе с Виктором Януковичем), равно как и о российской оппозиции и российском руководстве и его курсе. Указывал и на опасность радикализации украинского общества из-за набирающего силу национализма, сравнивая события на Украине с событиями Германии 20-х и 30-х годов XX века.
После Евромайдана в целом старается не давать каких-либо комментариев о текущих событиях в России и на Украине.
После начала Россией войны против Украины покинул Россию.

### Семья
Борис Бурда состоит в третьем браке и имеет двоих сыновей:
Владислав Бурда (род. 1972), от первого брака с Верниковой Беллой Львовной, является основателем и президентом торгового холдинга RedHead Family Corporation, в состав которого, в том числе, входит торговая сеть магазинов товаров для детей «Антошка»,
Георгий Бурда, окончил университет в Боулдере, в Колорадо, работает в США.
и двух внуков: Дмитрия (родился в марте 1994) и Тимофея (родился в ноябре 2001), дети старшего сына Владислава.

## Участие в интеллектуальных играх

### «Своя игра»
С 1994 года — редактор и игрок «Своей игры» (с 1995 г.), победив в пяти играх подряд, выиграл автомобиль в первой серии игр. На пути к победе он обыграл также первого чемпиона игры Алексея Тугарева. В игру вернулся потом только в 2001 году. Одержав 3 победы над соперниками, в четвёртой для себя игре он (15 игра цикла «Кубок Вызова-1») проиграл Владиславу Дронову. В 2003 году принял участие в новом кубке вызова, но сумел выиграть только 2 игры, а получив возможность сыграть в туре реванша, уступил Анатолию Белкину. С тех пор сыграл по одному разу на юбилейных играх в 2004, 2009 и 2014 годах, но ни одной победы больше не одержал.
В 2019 году принял участие в кубке 25-летия программы и выиграл одну игру, но во втором круге проиграл Александру Либеру.

### «Что? Где? Когда?»
В клубе «Что? Где? Когда?» с 1991 года по 2010 год включительно. В первой своей игре в команде города Одессы Бурда сразу же стал ключевым игроком. Однако команда города Одессы, в которой кроме Бурды играл и другой известный мэтр интеллектуальных игр Анатолий Вассерман, проиграла телезрителям с первой же попытки, и Борис Оскарович был лишён членства в клубе.
До 1995 года в зале появлялся, но не играл, но один раз сыграл со знатоками в качестве телезрителя, задав свой вопрос в письме. В 1995 году после общей амнистии вернулся и стал завсегдатаем клуба. Трёхкратный обладатель «Хрустальной совы» (1998, 2000 и 2008 годы) и обладатель «Бриллиантовой совы» (приза лучшему игроку по результатам 2007 года). Семь раз признавался лучшим игроком команды Андрея Козлова по результатам голосования телезрителей (в марте 2004 года, в декабре 2005, 1 декабря 2007 года, 30 декабря 2007 года, 4 октября 2008 года, в апреле 2009 года и 4 октября того же года). В 1998 и 2000 (рождественская серия) годах также был обладателем «Золотой фишки», приза, который получал лучший игрок года. В начале своей карьеры в клубе «Что? Где? Когда?» носил прозвища «человек-компьютер» и «мистер-энциклопедия».
Борис Бурда входит в десятку самых продуктивных авторов вопросов для тренировок и турниров по спортивному варианту игры «Что? Где? Когда?». На его счету почти две с половиной тысячи вопросов. Также считался самым возрастным игроком Клуба «Что? Где? Когда?» до завершения своей карьеры.
В скандальном финале 28.06.1997 угадал и действием и объяснением ответ на ещё не заданный Ворошиловым вопрос «про блюдце Муравьёва-Апостола».
В спортивном "ЧГК" играл вместе с Вассерманом в команде Евгении Канищевой (г. Симферополь).

### «Погоня»
С 2012 по 2013 год принимал участие в игре «Погоня» (адаптация британской телеигры «The Chase») в качестве мастера.

### «Кто хочет стать миллионером»
2 октября 2004 года принял участие в одной из праздничных передач «Кто хочет стать миллионером», но выиграл лишь 1 000 рублей, проиграв на 10-м вопросе. 9 декабря 2012 года вновь участвовал в программе, но ушёл ни с чем.

### Брэйн-ринг
В Брэйн-ринг в составе одесской команды выступал ещё с конца 80-х годов. В составе команды неоднократно становился чемпионом и вице-чемпионом сначала СССР, а позже единого брэйн-ринга в СНГ. После смерти Виктора Мороховского в 1998 году стал выступать с переменным успехом за команду «Jaffa».

### «Самый умный»
Принял участие в спецпроекте игры «Самый умный» — «Самый умный знаток» (трансляция 16 февраля 2008 года, канал СТС), в котором участвовали игроки программы «Что? Где? Когда?». Покинул игру после первого раунда, не пройдя в полуфинал.

## Публикации в прессе
С 2019 ведет рубрику «КОРНИ И КРЫЛЬЯ» в журнале Huxley. В своих статьях, в рамках этой рубрики, Борис Бурда рассказывает об украинцах, которые прославились за границей, но практически неизвестны на родине.

## Пародии
В 2011 году Борис Бурда стал одним из членов жюри фестиваля пародий «Большая разница в Одессе».

## Видеоклипы
- Жетон - Кетчунез (2021).